# Klášterec nad Ohří
Pour les articles homonymes, voir Klášterec.
Klášterec nad Ohří (en allemand : Klösterle an der Eger) est une ville du district de Chomutov, dans la région d'Ústí nad Labem, en Tchéquie. Sa population s'élevait à 14 324 habitants en 2023.

## Géographie
Klášterec nad Ohří est arrosée par la rivière Ohře et se trouve à 20 km au sud-ouest de Chomutov, à 70 km au sud-ouest d'Ústí nad Labem et à 97 km au nord-ouest de Prague.
La commune est limitée par Měděnec, Domašín et Výsluní au nord, par Kadaň à l'est, par le terrain militaire de Hradiště et Okounov au sud, et par Perštejn à l'ouest.

## Histoire
La ville a été fondée par les bénédictins de Postoloprty au XIIe siècle. Ils construisirent un monastère, qui fut détruit au XIIIe siècle. Le village garda le nom de Klösterle, de l'allemand : Kloster, en tchèque : klášter.
Après la fondation d'une deuxième manufacture de porcelaine, en 1794, Klášterec nad Ohří se développa et gagna en notoriété dans toute la région. En 1945, la manufacture fut nationalisée et les anciens propriétaires chassés.

## Administration
La commune se compose de 12 quartiers :
- Ciboušov
- Hradiště
- Klášterec nad Ohří
- Klášterecká Jeseň
- Lestkov
- Mikulovice
- Miřetice u Klášterce nad Ohří
- Rašovice
- Suchý Důl
- Šumná
- Útočiště
- Vernéřov

## Galerie

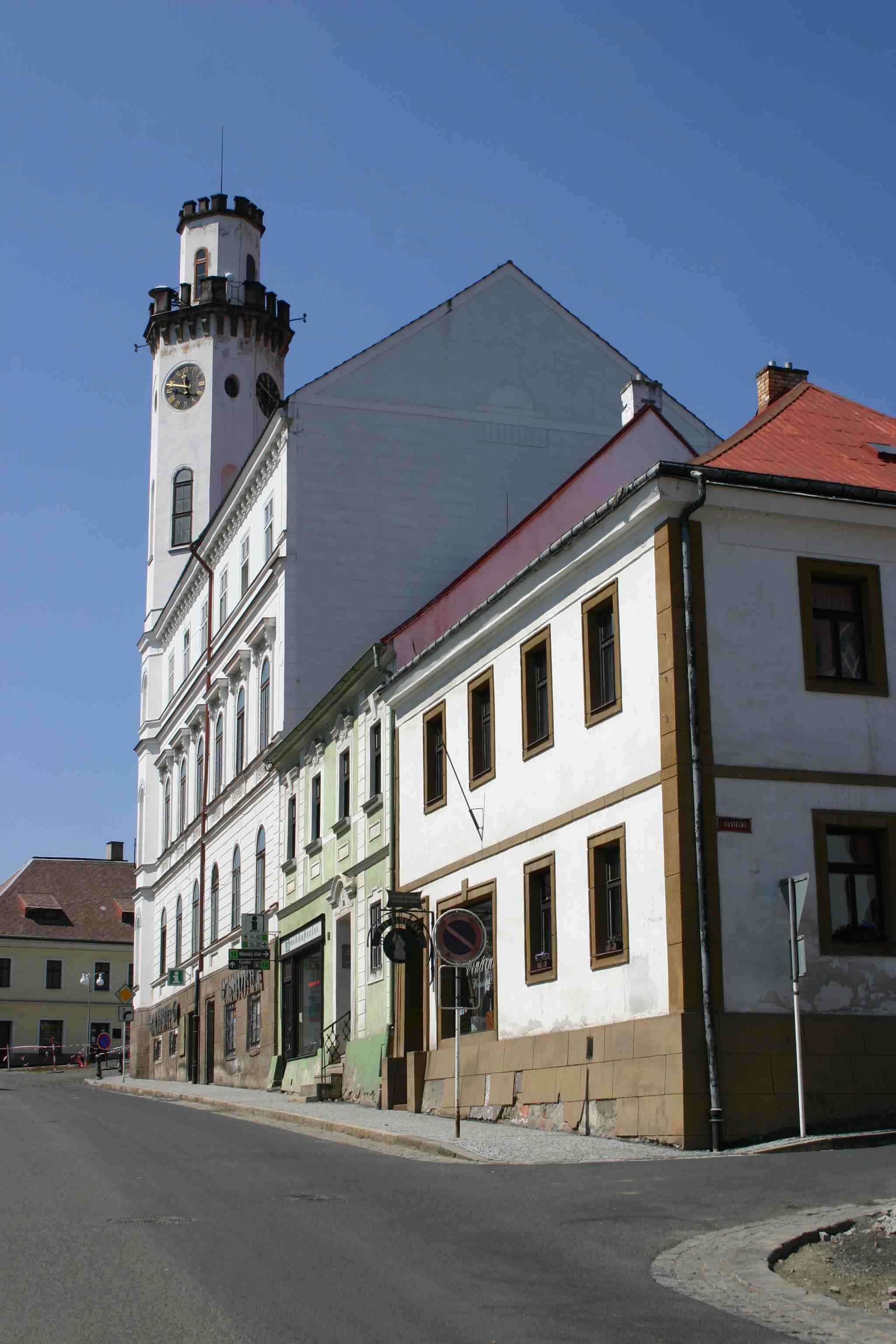
Hôtel de ville néo-gothique.
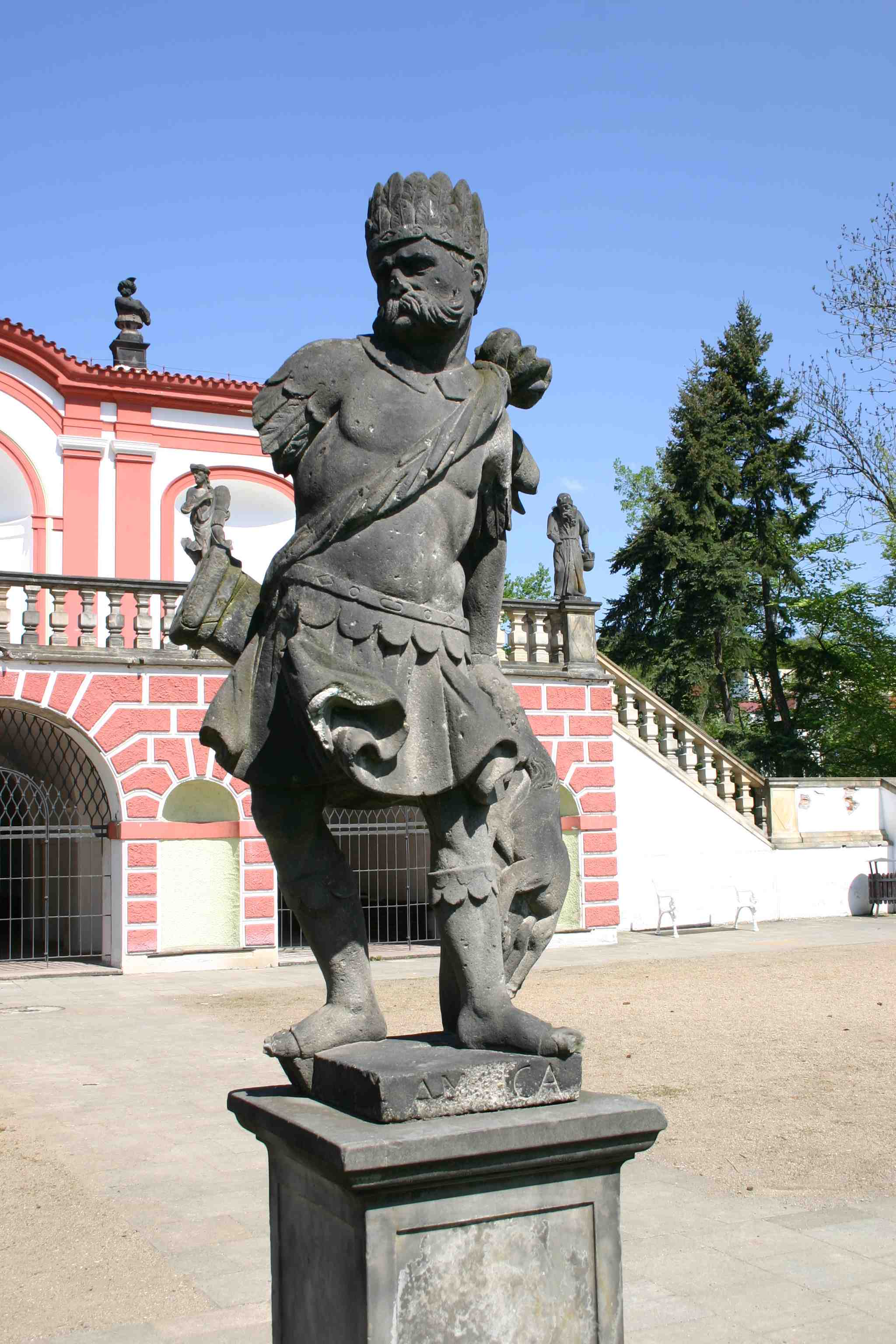
Sala terrena avec des statues baroques.
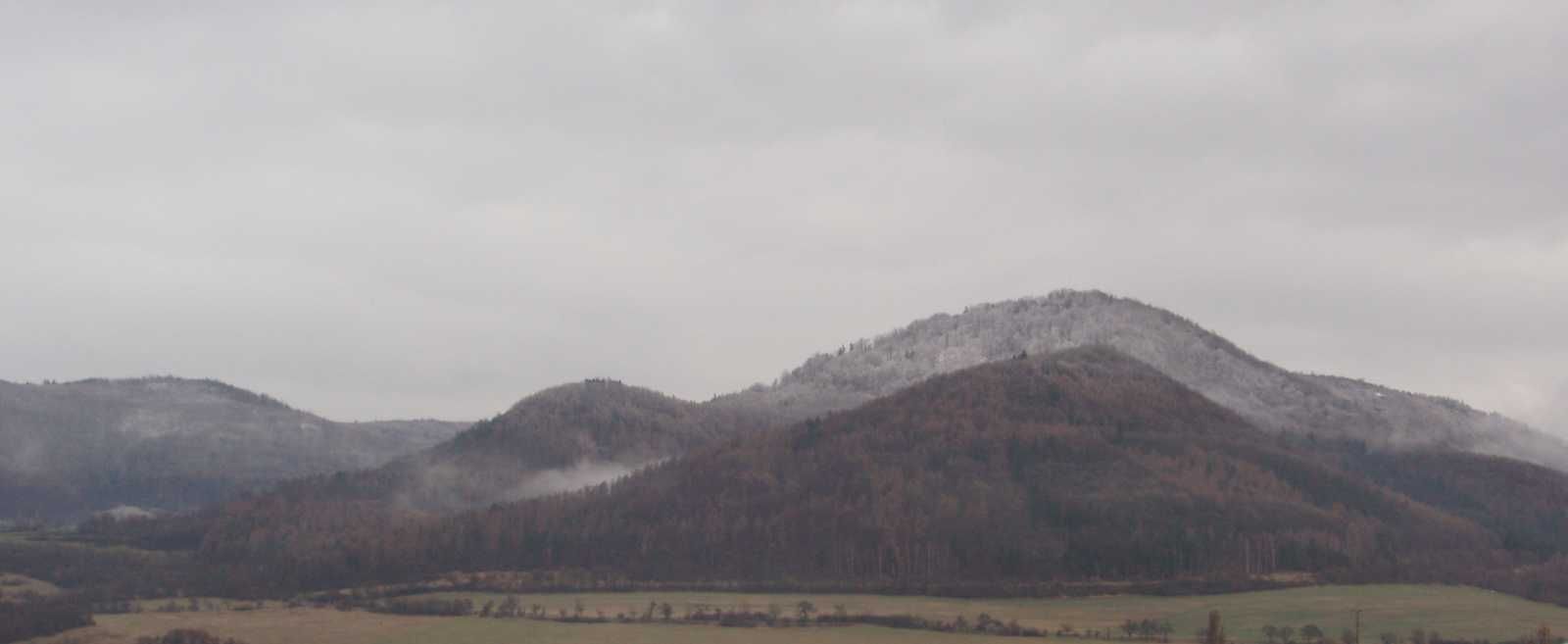
Vue de la ville, des montagnes Doupov et des ruines du château Lestkov.
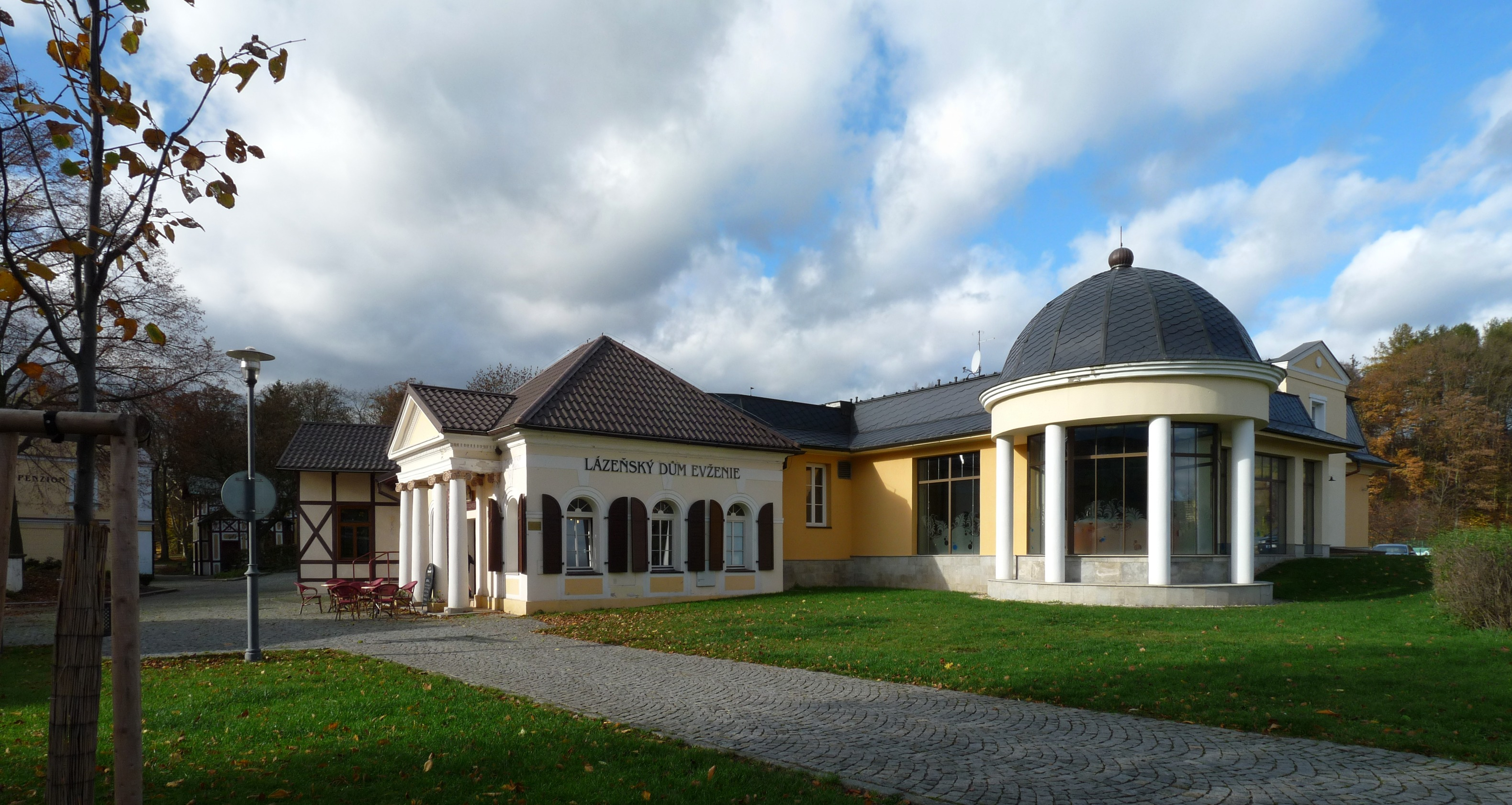
Centre thermal Evženie (Eugénie).

## Population
Recensements ou estimations de la population de la commune dans ses limites actuelles :
| 1869* | 1880* | 1890* | 1900* | 1910* | 1921* |
| ----- | ----- | ----- | ----- | ----- | ----- |
| 5 800 | 5 976 | 6 190 | 6 486 | 7 062 | 6 627 |

| 1930* | 1950* | 1961* | 1970* | 1980*  | 1991*  |
| ----- | ----- | ----- | ----- | ------ | ------ |
| 7 336 | 4 770 | 5 838 | 9 173 | 13 255 | 16 213 |

| 2001*  | 2011*  | 2014   | 2015   | 2016   | 2017   |
| ------ | ------ | ------ | ------ | ------ | ------ |
| 15 757 | 14 591 | 14 902 | 14 822 | 14 730 | 14 573 |

| 2018   | 2019   | 2020   | 2021*  | 2022   | 2023   |
| ------ | ------ | ------ | ------ | ------ | ------ |
| 14 496 | 14 533 | 14 526 | 13 829 | 14 190 | 14 324 |

## Transports
Par la route, Klášterec nad Ohří se trouve à 21 km de Chomutov, à 84 km d'Ústí nad Labem et à 112 km de Prague.